# سرفايفر (برنامج تلفزيوني أمريكي)
سرفايفر (بالإنجليزية: Survivor)‏ هو برنامج تلفزوني واقعي أمريكي بدأ بثه على قناة سي بي إس في 31 مايو 2000.

## وصلات خارجية
- سرفايفر (برنامج تلفزيوني أمريكي) على موقع IMDb (الإنجليزية)
- سرفايفر (برنامج تلفزيوني أمريكي) على موقع ميتاكريتيك (الإنجليزية)
- سرفايفر (برنامج تلفزيوني أمريكي) على موقع الموسوعة البريطانية (الإنجليزية)
- سرفايفر (برنامج تلفزيوني أمريكي) على موقع كينوبويسك (الروسية)
- سرفايفر (برنامج تلفزيوني أمريكي) على موقع قاعدة بيانات الفيلم (الإنجليزية)